# Romanización (transliteración)

La palabra «idioma chino» o «mandarín» con caracteres chinos tradicionales (國語), simplificados (国语), y romanizado con los sistemas
pinyin (guóyǔ)
gwoyeu romatzyh (gwoyeu)
Wade-Giles (kuo^{2}yü^{3})
Yale (gwo^{2}yu^{3}).

La romanización o latinización es la representación de un idioma escrito o hablado mediante el uso del alfabeto latino. Normalmente el método incluye la transliteración para la representación de la lengua escrita y la transcripción para representar la palabra hablada. 
La transcripción fonética más habitual, común por ejemplo en diccionarios de idiomas, utiliza el Alfabeto Fonético Internacional (AFI). Sin embargo, la transliteración desde otros idiomas cuenta con muchas versiones, estándares o convenios que han ido cambiando con los años y que varían por cada idioma.

## Romanización específicos
La lista a continuación puede estar incompleta, ver también Categoría:Romanización

### Árabe
El alfabeto árabe se utiliza para escribir árabe, persa, urdo, pastún y otros muchos idiomas, aunque también otros idiomas que no contaban con alfabeto adoptaron este alfabeto como por ejemplo algunas lenguas bereberes. Los diferentes estándares adoptados incluyen entre otros:
- Deutsche Morgenländische Gesellschaft (1936): abreviado como DMG, fue acordado por la Convención Internacional de Estudios Orientales reunida en Roma. Es la base adoptada para el Diccionario del árabe moderno escrito del alemán Hans Wehr publicado en 1952.[1]
- BS 4280 (1968): desarrollada por la British Standards Institution.
- SATTS (años 1970): Un sistema de sustitución letra por letra.
- Método de la UNGEGN (1972)
- DIN 31635 (1982): Desarrollado por el Deutsches Institut für Normung.
- ISO 233 (1984). Transliteración.
- Qalam (1985)
- ISO 233-2 (1993): Transliteración simplificada
- Transliteración de Buckwalter (años 1990): Desarrollada en Xerox por Tim Buckwalter.
- ALA-LC (1997)

### Griego
- ISO 843 establece un sistema para la transliteración y/o transcripción de los caracteres griegos a los latinos, independientemente del período histórico al que pertenezcan, por ejemplo se puede emplear en el griego moderno o el griego antiguo. Reemplaza la norma ISO/R 843.[2]
- Método de la UNGEGN
- Beta Code

### Búlgaro
- Sistema directo de transliteración del alfabeto búlgaro, el sistema oficial de romanización introducido en 1995, aprobado para el uso por el Ministerio de asuntos extranjeros,[3] el Ministerio del interior,[4] el Ministerio de la administración pública y para la Ley búlgara de la transliteración.[5]

### Ruso
Transliteración científica

### Chino

#### Chino mandarín
- Pinyin
- Wade-Giles
- Peh-oe-ji
- Latinxua sin wenz
- Gwoyeu romatzyh

#### Chino cantonés
- Jyutping

### Japonés
- Rōmaji
- Hepburn
- Kunrei-shiki
- Nihon-shiki

### Jeroglíficos
Los jeroglíficos del Antiguo Egipto, no tienen un sistema unificado de transcripción, por los escasos conocimientos de la fonética real de la grafía. La inmensa mayoría de las transcripciones de esta lengua son de naturaleza teórica.

### Coreano
- McCune-Reischauer
- Romanización revisada del coreano
- Romanización Yale

## La romanización y la influencia del inglés
Actualmente, la amplia difusión y uso del idioma inglés como lengua franca en medios de comunicación de masas, está afectando a la correcta romanización de extranjerismos al español. Por ejemplo, el fundador de la república China, en chino tradicional es 毛泽东 y la romanización Wade-Giles es «Mao Tsê-tung», sin embargo se ha generalizado el uso de «Mao Zedong» más fácil de pronunciar para los hablantes del inglés pero que, al pronunciar en español, se hace de manera totalmente alejada e ininteligible para un hablante de chino. El sistema Wade-Giles, se aproxima más en este caso de como se debería de pronunciar en español: ˈmaʊ dzəˈdʊŋⓘ.